# 14699 Klarasmi
14699 Klarasmi è un asteroide della fascia principale. Scoperto nel 2000, presenta un'orbita caratterizzata da un semiasse maggiore pari a 2,7965570 UA e da un'eccentricità di 0,2540904, inclinata di 6,11049° rispetto all'eclittica.